# Klimzug
KLIMZUG – Klimawandel in Regionen zukunftsfähig gestalten ist eine im Rahmenprogramm „Forschung für nachhaltige Entwicklungen“ (FONA) des Bundesministeriums für Bildung und Forschung (BMBF) geförderte Projektinitiative, mit der innovative Ansätze zur Anpassung an den Klimawandel gefördert werden sollen.

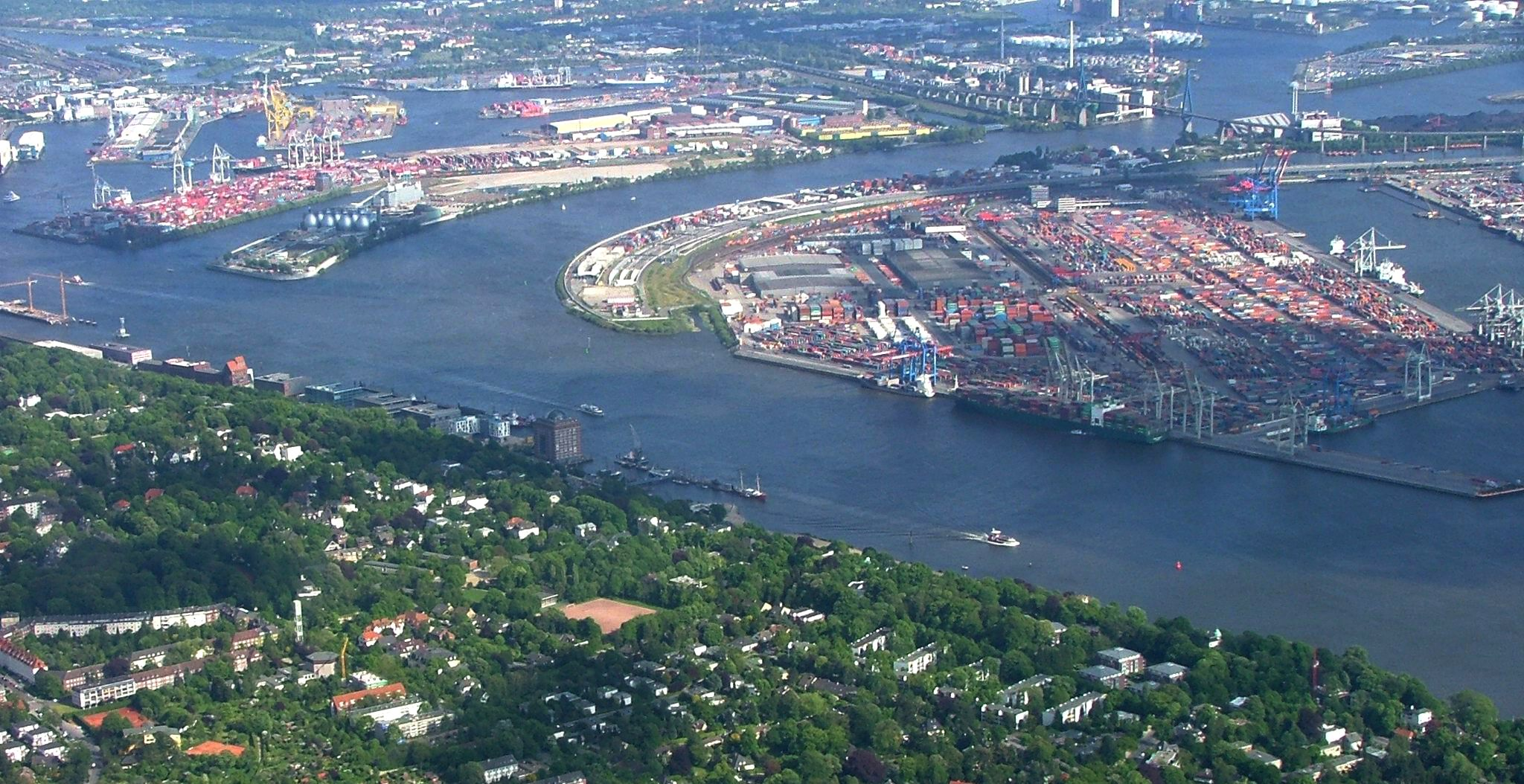
Luftaufnahme des Hamburger Hafens. Durch den Klimawandel wird mit einem Meeresspiegelanstieg gerechnet, der sich auch auf den tideabhängigen Bereich der Elbe auswirkt.

Mit KLIMZUG sollen, ausgehend von konkreten lokalen Anforderungen, innovative Anpassungsstrategien an den Klimawandel und damit einhergehende Wetterextreme für Regionen entwickelt werden. Ziel ist es, die zu erwartenden Klimaänderungen adäquat in regionale Planungs- und Entwicklungsprozesse einzubinden. Globale Fragestellungen – wie zum Klimawandel – müssen mit Maßnahmen auf regionaler bzw. lokaler Ebene beantwortet werden.
Daher wird der regionale Aspekt in KLIMZUG besonders betont. Es soll damit zum einen die zukünftige Wettbewerbsfähigkeit von Regionen gestärkt und zum anderen die Entwicklung und Nutzung neuer Technologien, Verfahren und Strategien zur Anpassung an Klimawandel in Regionen vorangetrieben werden.
KLIMZUG trägt als Maßnahme zur deutschen Hightech-Strategie zum Klimaschutz sowie zur Nationalen Anpassungsstrategie bei. Sie ergänzt darüber hinaus die erste BMBF-Fördermaßnahme zur Forschung und Entwicklung von Möglichkeiten, mit dem Klimawandel umzugehen.

## Zahlen und Fakten
Die sieben KLIMZUG-Verbünde werden für fünf Jahre durch die Forschungsförderung des BMBF unterstützt. In ihnen arbeiten zahlreiche regionale Partnereinrichtungen aus Forschung, Wirtschaft, Politik, Verwaltung und Gesellschaft zusammen. Jedem Verbund stehen bis zu 15 Millionen Euro zur Verfügung. Insgesamt beträgt das Fördervolumen von KLIMZUG rund 83 Millionen Euro. Der Förderzeitraum erstreckt sich von 2008 bis 2014. Projektträger ist das Deutsche Zentrum für Luft- und Raumfahrt (DLR).

## Ansatz
Hintergrund der Initiative ist die Überzeugung, dass auch durch einen erfolgreichen Klimaschutz eine kurzfristige Minderung der zu erwartenden Klimaänderungen nicht möglich ist. Daher besteht dringender Bedarf für Gesellschaft, Wirtschaft und Politik an neuen, verbesserten Wegen zur Anpassung an den Klimawandel. Das Bundesministerium für Bildung und Forschung (BMBF) leistet mit der Förderung des Forschungsprogramms „KLIMZUG – Klimawandel in Regionen zukunftsfähig gestalten“ einen Beitrag zur Steigerung der Anpassungskompetenz in Deutschland.
Da globale Fragestellungen zum Thema Klimawandel mit Maßnahmen auf regionaler bzw. lokaler Ebene beantwortet werden müssen, wird der regionale Aspekt in KLIMZUG besonders betont. Es soll damit zum einen die zukünftige Wettbewerbsfähigkeit von Regionen gestärkt und zum anderen die Entwicklung und Nutzung neuer Technologien, Verfahren und Strategien zur Anpassung an Klimawandel in Regionen vorangetrieben werden. KLIMZUG trägt als Maßnahme zur deutschen Hightech-Strategie zum Klimaschutz sowie zur Nationalen Anpassungsstrategie bei.

## Ziele und Strategien
Klimaanpassung bedeutet in erster Linie, die negativen Konsequenzen der Klimafolgen für Mensch und Umwelt zu reduzieren bzw. Vorbereitungen zu treffen, dass Wohlstand, Lebensqualität und Zukunftsmöglichkeiten möglichst wenig leiden. Ziel der Anpassungsforschung unter KLIMZUG ist es, dazu beizutragen, dass in Regionen die zu erwartenden Wetterereignisse in die regionalen Planungsprozesse einbezogen werden. Zudem sollen Strategien und Maßnahmen entwickelt werden, durch die Regionen und Wirtschaftsbereiche für ein Leben und Wirtschaften unter den Bedingungen des Klimawandels gerüstet sind. „Damit soll zum einen die zukünftige Wettbewerbsfähigkeit von Regionen erhöht, zum anderen die Entwicklung und Nutzung neuer Technologien, Verfahren und Strategien zur Anpassung an Klimawandel in Regionen vorangetrieben werden.“

## Kritik
Es wird kritisiert, dass nicht die Minderung der Klimaerwärmung das Ziel ist, sondern deren Folgen abgefedert werden sollen. Die Fördermaßnahme zielt damit nicht auf die Reduktion des CO2-Ausstoßes z. B. der Wirtschaft, was aber als notwendig gilt und in bisherigen Fördermaßnahmen zum Klimaschutz besonders betont wurde. Hierbei ist allerdings anzumerken, dass bei KLIMZUG bewusst der Schwerpunkt auf der Anpassung an die Klimafolgen gelegt wurde (siehe oben).
Gesellschaft und Wirtschaft sollen also vorbereitet den bisher absehbaren, unvermeidlichen negativen Folgen des Klimawandels ausgesetzt sein. Das heißt aber nicht, dass im Bemühen um einen wirksamen Klimaschutz nachgelassen werden kann. Klimaschutz steht bereits bei anderen BMBF-Fördermaßnahmen, z. B. „klimazwei – Forschung für den Klimaschutz und Schutz vor Klimawirkungen“, im Vordergrund und wird auch weiterhin Ziel von Förderinitiativen des BMBF und anderer Ministerien sein.
Einige Kritiker halten zudem die Projektlaufzeit von fünf Jahren für nicht ausreichend, um Weichen für das Jahr 2050 zu stellen. Hierzu heißt es jedoch in KLIMZUG: „Die Umsetzung der Klimaanpassung soll durch die Bildung regionaler Netzwerke zwischen Wissenschaft, Unternehmen, Verwaltung und gesellschaftlichen Bedarfsträgern erreicht werden. KLIMZUG will durch diese Kooperationsnetzwerke die Stärken der Akteure bündeln und eine Integration der zu erwartenden Klimaänderungen in regionale Planungs- und Entwicklungsprozesse erreichen. Hiermit soll zu einer zeitgerechten Klimaanpassung beigetragen werden, die langfristig tragfähig ist und den Wirtschaftsstandort Deutschland stärkt.“

## Regionale Netzwerke
Die Umsetzung der Klimaanpassung soll durch die Bildung regionaler, innovativer Netzwerke zwischen Wissenschaft, Unternehmen, Verwaltung und gesellschaftlichen Gruppen erreicht werden. KLIMZUG will dadurch die Stärken der jeweiligen Akteure bündeln und eine Integration der zu erwartenden Klimaänderungen in regionale Planungs- und Entwicklungsprozesse erreichen. Zudem wird so regional unterschiedlichen Anpassungsbedarfen Rechnung getragen. Laut KLIMZUG soll dadurch „zu einer zeitgerechten Klimaanpassung beigetragen werden, die langfristig tragfähig ist und den Wirtschaftsstandort Deutschland stärkt.“
Entsprechend heißt es in der vom Bundestag vorgestellten „Klimaanpassungsstrategie“: „Es sollen (…) nicht nur klimabedingte Risiken gemindert, sondern ggf. auch Chancen, die sich durch den Klimawandel ergeben, genutzt werden.“
In sieben deutschen Regionen soll dies beispielhaft entwickelt werden. Maßnahmen zur Anpassung an den Klimawandel müssen nach Regionen spezifisch entwickelt und umgesetzt werden: Küstengebiete unterscheiden sich von Mittelgebirgen und ländliche Gegenden von Städten. Deshalb ist KLIMZUG regional angelegt. Neue Anpassungsmaßnahmen werden auf die Modellregionen zugeschnitten und dort erprobt. Diese sollen zum Vorbild für weitere Regionen in Deutschland, aber auch in anderen Ländern werden.
In diesen KLIMZUG-Regionen werden tragfähige Kooperationsnetzwerke zwischen Politik, Verwaltung, Wirtschaft, Wissenschaft und Bürgern aufgebaut. Auf diesem Weg wird die Anpassung an den Klimawandel in praxistaugliche Lösungen umgesetzt und eine hohe Akzeptanz bei den Akteuren erreicht. Die sieben Netzwerke arbeiten interdisziplinär und unter Einbeziehung der örtlichen Entscheidungsträger. Dadurch werden die wissenschaftlichen, planerischen, technischen sowie unternehmerischen Stärken der Akteure gebündelt.

## KLIMZUG-Regionen

### dynaklim
Dynamische Anpassung regionaler Planungs- und Entwicklungsprozesse an die Auswirkungen des Klimawandels in der Emscher-Lippe-Region (Ruhrgebiet)
Im Mittelpunkt des dynaklim-Vorhabens stehen die möglichen Auswirkungen des prognostizierten Klimawandels auf die Verfügbarkeit und Nutzung des Wassers in der Region und die damit verbundenen Folgewirkungen auf Bevölkerung, Wirtschaft und Umwelt.

### INKA BB
Innovationsnetzwerk Klimaanpassung Region Brandenburg Berlin

#### Hintergrund
Bereits heute machen sich der Klimawandel und Extremwetterlagen (z. B. Starkregen, Stürme, Dürre-, Hitze-, Frostperioden) in der Region Berlin Brandenburg deutlich bemerkbar. Auf Grund der vergleichsweise geringen Jahresniederschläge (557 mm, Deutschland ca. 789 mm), eines hohen Gewässeranteils (2,3 % der Fläche) und der Dominanz sandiger Böden mit geringer Speicherkapazität ist die Region Brandenburg besonders anfällig gegenüber lang anhaltenden Hitze- und Trockenperioden und damit einhergehender Wasserknappheit. Auch der Ballungsraum Berlin unterliegt den Auswirkungen des Klimawandels. So ist hier die Aufheizung der Stadt während Hitzeperioden und die kurzfristige Verschlechterung der Qualität städtischer Gewässer durch Starkregenereignisse zu befürchten bzw. schon zu beobachten.

#### Ziel
Es ist das gemeinsame Ziel der Projektpartner in INKA BB, die Nachhaltigkeit der Land- und Wassernutzung sowie des Gesundheitsmanagements in der Region unter veränderten Klimabedingungen zu sichern. Dazu wird die strategische Anpassungsfähigkeit von Akteuren aus Wirtschaft, Politik und Verwaltung an den sich abzeichnenden Klimawandel gefördert.
Konkret setzt sich INKA BB das Ziel, Unternehmer und deren Interessenvertretungen sowie politisch-administrative Entscheidungsträger in die Lage zu versetzen,
- innovativ mit klimawandelbedingten Chancen und Risiken der Landnutzung und des Wasser- und Gesundheitsmanagements umzugehen,
- geeignete Anpassungsstrategien in der Kooperation von Wissenschaft und Praxis zu entwickeln und dauerhaft zu implementieren

sowie
- erprobte Anpassungsstrategien politisch administrativ oder institutionell zu unterstützen.

#### Handlungsfelder
Die in INKA-BB geplanten Forschungsarbeiten erfolgen in 24 Teilprojekten, die inhaltlich miteinander vernetzt sind und einem gemeinsamen, übergeordneten Arbeitsprogramm folgen. Sie sind in die drei Handlungsfelder
- Netzwerkentwicklung und Netzwerksicherung
- Landnutzung

und
- Wassermanagement

gegliedert.

#### Projektpartner
- Brandenburgische Technische Universität Cottbus-Senftenberg
- Charité – Universitätsmedizin Berlin
- DHI-WASY GmbH[8]
- Fachhochschule Eberswalde
- Freie Universität Berlin
- Humboldt-Universität zu Berlin
- Institut für angewandte Gewässerökologie GmbH (IaG)[9]
- Institut für Wasser und Boden Dr. Uhlmann (IWB)[10]
- Leibniz-Institut für Agrartechnik Potsdam-Bornim e. V. (ATB)
- Leibniz-Institut für Gewässerökologie und Binnenfischerei (IGB)
- Leibniz-Institut für Regionalentwicklung und Strukturplanung (IRS) e. V.
- Leibniz-Zentrum für Agrarlandschaftsforschung (ZALF) e. V.
- Potsdam-Institut für Klimafolgenforschung (PIK)

Die Projektpartner bilden das INKA BB Konsortium, das gemeinsam mit einer Vielzahl von Partnern aus Wissenschaft, Wirtschaft und Verwaltung die Aufgabenstellung in INKA BB bearbeitet.

### KLIMZUG Nord

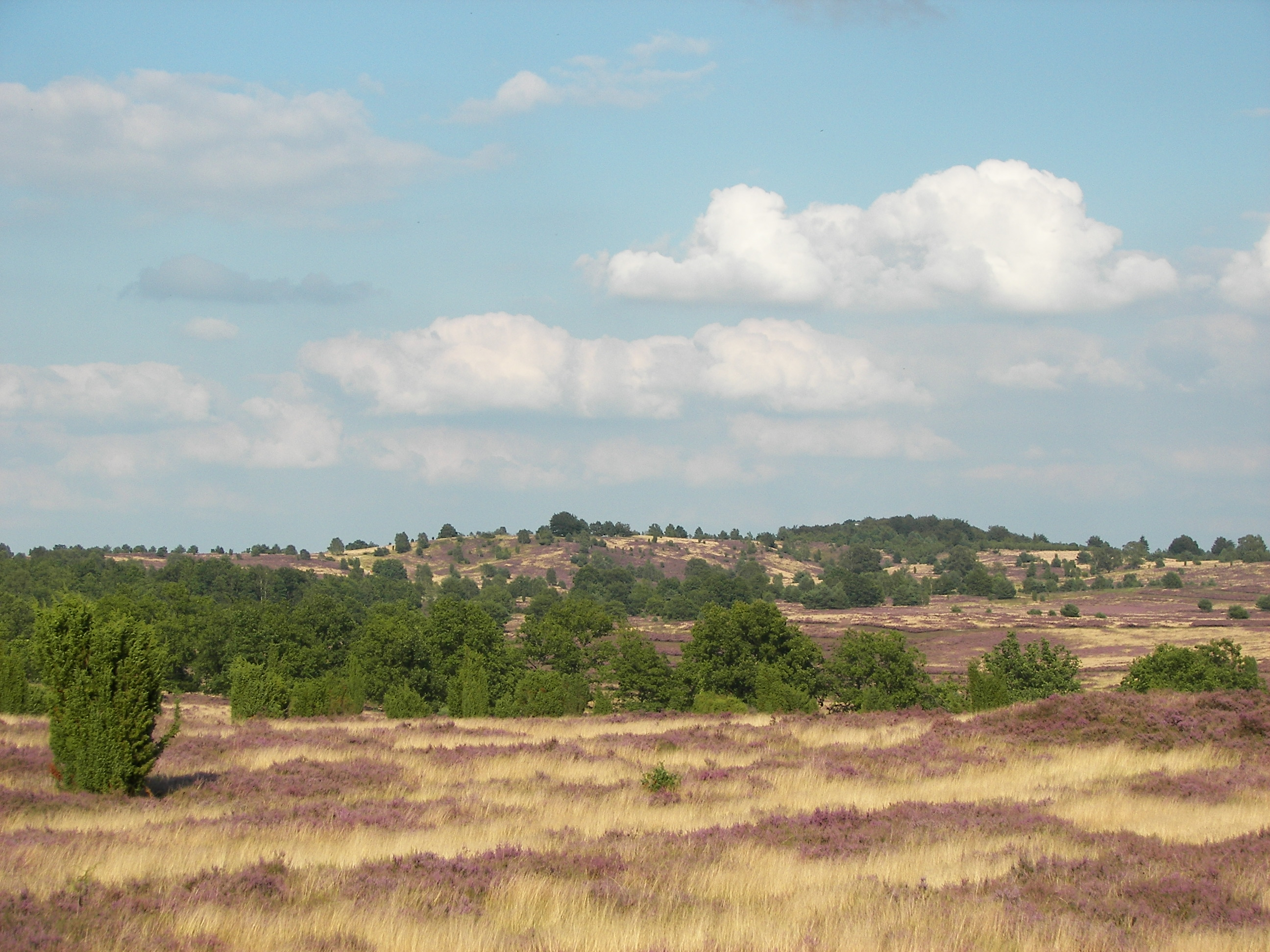
Wilseder Berge in der Lüneburger Heide. Es werden künftig vermehrte Niederschläge erwartet, die sich auf die Heidepflanzen auswirken.

Strategische Anpassungsansätze zum Klimawandel in der Metropolregion Hamburg 

#### Themenfelder
Konkret laufen insgesamt 25 Projekte in den drei Themenfeldern:
- Ästuarmanagement (Elbeästuar): Untersuchungsraum dieses Themenfelds ist die gesamte Tideelbe von der Nordsee bis zum Wehr in Geesthacht. Höhere Wasserstände, stärkere Sturmfluten und ein höherer Tidenhub gefährden die Elbmarschen und die niedrig liegenden Gebiete der „Metropolregion“ als Siedlungsraum und landwirtschaftliches Nutzungsgebiet. Die Verschlickung und Versandung von Nebenflüssen der Elbe, Hafenzufahrten und Häfen ist heute ein großes Problem, von dem erwartete wird, dass es sich im Zuge des Klimawandels noch verstärken wird.
- Integrierte Stadt- und Raumentwicklung: Im Mittelpunkt dieses Themenfeldes steht daher die Frage, welche neuen Anforderungen aufgrund der Folgen des Klimawandels bei der zukünftigen Stadt- und Raumentwicklung der Metropolregion berücksichtigt werden müssen und welche Maßnahmen der Anpassung und Qualifizierung erforderlich sind, um die Lebensqualität in den Siedlungsräumen der Region zu sichern.
- Zukunftsfähige Kulturlandschaften: Historischen Kulturlandschaften unterliegen einem Funktionswandel (subatlantische Heiden, Feuchtgrünlandregionen), der bis zu modernen leistungsfähigen Agrarlandschaften geht. Ziel von Klimzug-Nord ist es, diesen Raum unter sich ändernden Klimabedingungen als Kulturlandschaft zu schützen, zu pflegen und als Lebens-, Wirtschafts- und Erholungsraum dauerhaft umweltgerecht weiterzuentwickeln. Hierzu werden drei diese Region besonders prägende Kulturräume näher betrachtet: das Biosphärenreservat Niedersächsische Elbtalaue, die Heideregion in Nordostniedersachsen (Projekte der Universität Lüneburg) und das Alte Land.

#### Finanzierung
Das Projekt KLIMZUG-NORD ist zunächst für fünf Jahre (Start 2009) finanziert und hat ein Gesamtvolumen von 29 Millionen Euro. Es wird maßgeblich durch den Bund mit rund 15 Millionen Euro gefördert. Zudem bringen die beteiligten Institutionen Eigenmittel, meist in Form von Dienstleistungen ein. Weitere 1,2 Mio. Euro werden von der Freien und Hansestadt Hamburg aufgebracht.

#### Beteiligte Institutionen
An KLIMZUG-NORD sind derzeit sechs Universitäten und Fachhochschulen, sechs weitere wissenschaftliche Forschungseinrichtungen, zehn Behörden und behördennahe Einrichtungen und zehn Unternehmen direkt beteiligt. Hinzu kommen weitere „assoziierte Partner“. Unterstützt wird das Projekt von allen acht niedersächsischen Landkreisen und sechs schleswig-holsteinischen Kreisen der „Metropolregion Hamburg“.
Wissenschaftliche Einrichtungen:
- Universität Lüneburg
- HafenCity Universität Hamburg (HCU)
- Universität Hamburg

### KLIMZUG Nordhessen
Ausgangspunkt von KLIMZUG-Nordhessen sind die in der Mittelgebirgsregion erkennbaren bzw. erwarteten Auswirkungen des Klimawandels. Dazu gehören z. B.
- Probleme mit herkömmlichen Anbauverfahren in Land- und Forstwirtschaft,
- erhöhter Energiebedarf zur Kühlung von Gebäuden und bei Fertigungsprozessen im Sommer,
- Störungen der Mobilität durch zunehmende Extremwetterereignisse,
- Ausbreitung von Krankheiten oder gesundheitliche Belastungen.

Mit der Klimaveränderung werden auch Chancen assoziiert, z. B.
- Anbau neuer Nutzpflanzen,
- erhöhte Attraktivität im Sommertourismus,
- verbesserte Mobilität im Winter,
- Export von Technologien und Ideen in andere Regionen.

#### Ziele
Im Rahmen von KLIMZUG-Nordhessen werden von den beteiligten Projektpartnern Strategien, Maßnahmen und Instrumente zur Anpassung an Klimaänderungen entwickelt und umgesetzt. Ziel ist es, Nordhessen als Modellregion für die Anpassung an den Klimawandel zu entwickeln.

#### Merkmale und Methodik
Die insgesamt 27 Forschungs- und Umsetzungsprojekte sind in vier ineinander greifenden Arbeitsbereichen organisiert:
- Der Arbeitsbereich „Szenarien“ bestimmt die regionalen Anpassungserfordernisse, die sich aus den zu erwartenden Klimaänderungen ergeben.
- Auf dieser Grundlage entwickeln die Forscher im zweiten Arbeitsbereich fachliche Lösungsvorschläge für Klimaanpassungsmaßnahmen in den Handlungsfeldern Ressourcen, Energie, Verkehr, Tourismus und Gesundheit.
- Im dritten Arbeitsbereich „Gesellschaft“ wird untersucht, auf welche fördernden und hemmenden gesellschaftlichen Faktoren politischer, rechtlicher, wirtschaftlicher und psychologischer Natur die Anpassungsmaßnahmen stoßen. Es werden Handlungsempfehlungen erarbeitet, wie die erforderlichen Verhaltensänderungen erreicht werden können.
- Im vierten Arbeitsbereich werden die entwickelten Lösungen in Praxisprojekten umgesetzt. Die Umsetzungen werden wissenschaftlich begleitet und die Ergebnisse an die anderen Arbeitsbereiche rückgekoppelt.

Dabei entwickeln die am Verbundprojekt beteiligten Partner (s. u.) aus Forschungs- und Bildungseinrichtungen, nordhessischen Wirtschaftsunternehmen und Gebietskörperschaften eine gemeinsame Sicht auf die Herausforderungen der Klimaanpassung. Durch ihre Vernetzung wird sichergestellt, dass die erarbeiteten Lösungen praxisgerecht sind und dass sie in Entscheidungs- und Umsetzungsprozesse integriert werden.

#### Governance
Um die Zusammenarbeit zwischen Verwaltung, Wissenschaft, Wirtschaft und Bildung zu institutionalisieren und zu stärken, wurden drei neuartige „Governanceinnovationen“ geschaffen, die während der Projektlaufzeit erprobt und weiterentwickelt werden sollen:
- Die Klimaanpassungsbeauftragten koordinieren die Klimaanpassungsaktivitäten innerhalb der Verwaltungen und vernetzen die Aktivitäten von Verwaltung, Wissenschaft, Wirtschaft und Bildung.
- Die Klimaanpassungsmanager stellen ein vergleichbares Bindeglied zwischen Forschung, Regionalentwicklung, Wirtschaftsclustern und Unternehmen dar.
- Die Klimaanpassungsakademie fördert die Kommunikation innerhalb des Netzwerks durch die Organisation von Veranstaltungen. Zudem setzt sie Ergebnisse in Bildungsangebote für die Region um und bindet wichtige gesellschaftliche Gruppen in das Netzwerk ein.

#### Beteiligte Partner

##### Forschung
- Universität Kassel
- Hochschule Fulda
- Nordwestdeutsche Forstliche Versuchsanstalt[15]
- Fraunhofer-Institut für Bauphysik

##### Wirtschaft
- Regionalmanagement Nordhessen[16]
- deENet[17]
- MoWiN.net e. V.[18]
- Limón GmbH[19]

##### Verwaltung
- Regierungspräsidium Kassel[20]
- Nordhessische Gebietskörperschaften (Stadt Kassel und die Landkreise Hersfeld Rothenburg, Kassel, Schwalm-Eder, Waldeck-Frankenberg, Werra-Meißner)
- Gesundheitsamt Region Kassel[21]

### nordwest2050
Nordwest2050 – Perspektiven für klimaangepasste Innovationsprozesse in der Metropolregion Bremen-Oldenburg im Nordwesten

#### Themenfelder
Zur fachspezifischen Arbeit wurden sog. Cluster entwickelt:
- Analysen und Methoden, übergeordnet
- Cluster Region
- Cluster Energie
- Cluster Ernährung
- Cluster Hafen & Logistik: Extremereignisse können den Betriebsablauf in den Häfen beeinträchtigen, indem sie beispielsweise die Nutzbarkeit der Schifffahrtsstraßen, der Hinterlandanbindungen oder die Energieversorgung einschränken. Durch die exponierte Lage der Häfen im Nordwesten direkt an der Küste (Wilhelmshaven, Bremerhaven) können zusätzliche Kosten zum Schutz der Infrastruktur erforderlich werden. Das Cluster befasst sich mit dieser Planung.

Eine Kooperation besteht mit dem Center for Integrative Environmental Research (CIER) an der University of Maryland im Küsten US-Bundesstaat Maryland.

#### Finanzierung
Das Projekt nordwest2050 wird maßgeblich durch den Bund mit knapp 10 Millionen Euro gefördert. Zudem tragen die Freie Hansestadt Bremen, die Stadt Oldenburg und die Kreise einen Teil der Kosten. Die beteiligten Institutionen bringen Eigenmittel, meist in Form von Dienstleistungen ein.

#### Beteiligte Institutionen
- Metropolregion Nordwest
- Sustainability Center Bremen (econtur gGmbH)
- Universität Bremen
- Universität Oldenburg
- Hochschule Bremen
- BioConsult Schuchardt & Scholle GbR

### RADOST
Regionale Anpassungsstrategien für die deutsche Ostseeküste

### REGKLAM
Regionales Klimaanpassungsprogramm Modellregion Dresden

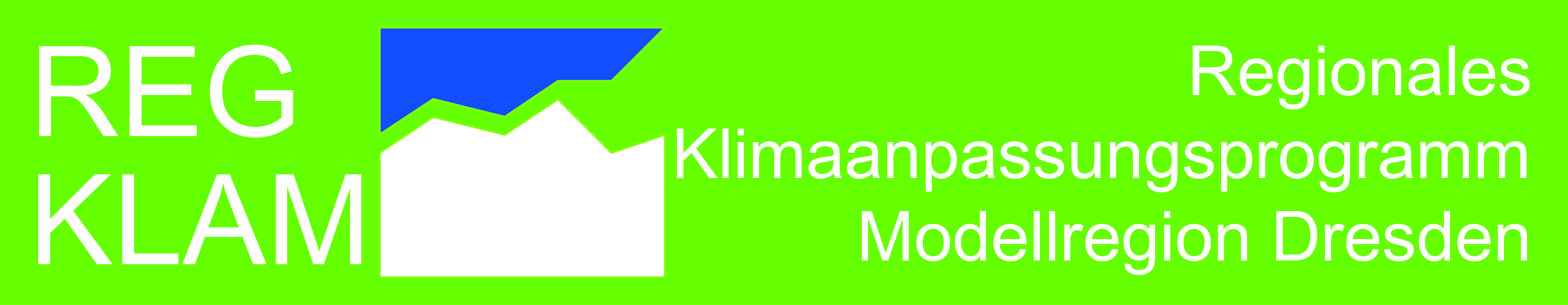
REGKLAM Logo

#### Projekt
Das Projekt REGKLAM bereitet die Region auf die Auswirkungen des lokalen Klimawandels vor. Durch die enge Zusammenarbeit von Wissenschaft und Praxis wurden Risiken, aber auch Chancen des Klimawandels für die Region ausgelotet und gemeinsam geeignete Anpassungsmaßnahmen entwickelt. REGKLAM ist eines von sieben Projekten, die vom Bundesministerium für Bildung und Forschung (BMBF) im Rahmen des Programms „KLIMZUG – Klimawandel in Regionen zukunftsfähig gestalten“ gefördert werden. Es hat eine Laufzeit von Juni 2008 bis Juli 2013. Über diesen Forschungszeitraum hinaus werden die umfangreichen Projektergebnisse online gemeinnützig zur Verfügung gestellt.

#### Region

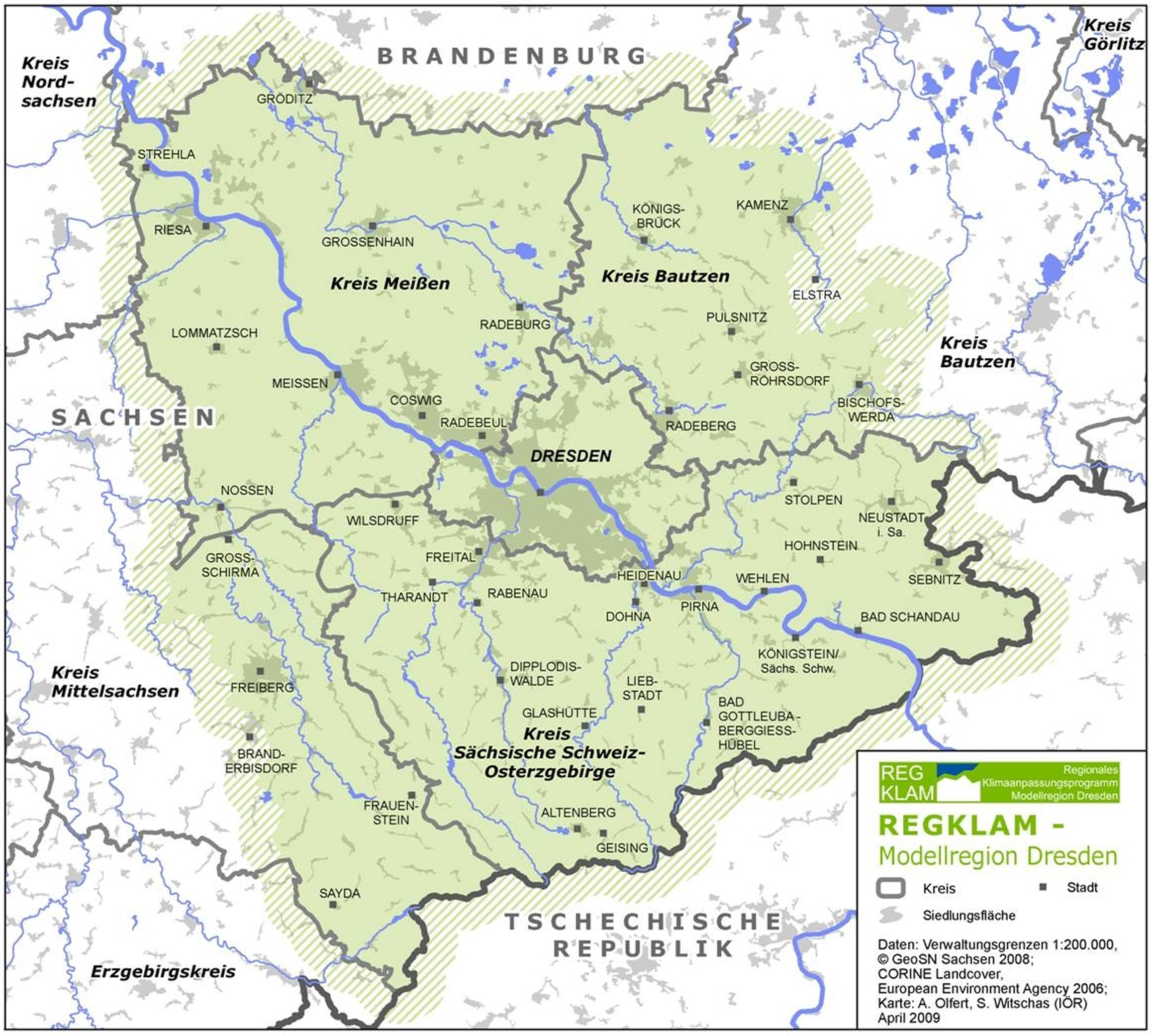
Modellregion Dresden des Regionalen Klimaanpassungsprogramms (REGKLAM)

Die Modellregion erstreckt sich von den Kammlagen des Erzgebirges im Süden bis zum Tiefland an der Grenze zu Brandenburg im Norden. Vorrangiges Projektziel ist: Die guten Lebens- und Arbeitsbedingungen und die wirtschaftliche Wettbewerbsfähigkeit der Region zu erhalten.

#### Partner
Im Projektverbund REGKLAM arbeiten sieben Partner aus Forschung, Verwaltung und Wirtschaft zusammen:
- Leibniz-Institut für ökologische Raumentwicklung (koordinierende Institution)
- Landeshauptstadt Dresden
- Technische Universität Dresden
- Bergakademie Freiberg
- Leibniz-Institut für Troposphärenforschung
- Dresdner Grundwasserforschungszentrum
- Stadtentwässerung Dresden GmbH

Darüber hinaus sind zahlreiche weitere Einrichtungen in die Arbeiten eingebunden.

#### Strategien
Anpassungsstrategien und -maßnahmen für die Region werden in 17 Teilprojekten entwickelt. Der Fokus liegt auf fünf Strategischen Themen: Städtebau, Wassersysteme, Land und Forstwirtschaft, gewerbliche Wirtschaft und Naturschutz.

#### Umsetzung
Die Forschungsergebnisse werden zum einen auf der Regklam-Webseite und zum anderen in den Programmgrundlagen und einem einführenden Strategiepapier zur Verfügung gestellt. Detaillierte factsheets und Maßnahmeblätter informieren gezielt über einzelne Themen. In einer Maßnahmendatenbank können sich Praxispartner der Wirtschaft über mögliche Anpassungsmaßnahmen und deren Erfolg in verschiedenen Branchen informieren. In der REGKLAM-Publikationsreihe werden einzelne Themen der Klimaanpassung wissenschaftlich eingehend betrachtet. Im „Forum für regionale Klimaanpassung“ können sich lokale und überregionale Akteure austauschen und vernetzen.

#### Inhaltliche Schwerpunkte
Um die Modellregion Dresden adäquat auf den regionalen Klimawandel und seine Auswirkungen vorzubereiten, besteht Handlungsbedarf in fünf strategischen Themen. Die zentrale Grundlage der wissenschaftlichen Arbeit in REGKLAM bilden Szenarien des klimatischen und sozio-ökonomischen Wandels.

##### „Region im Wandel“
Klima / Atmosphärenchemie / sozioökonomischer Wandel
Für die Abschätzung künftiger Rahmenbedingungen in der Region um Dresden und die Ermittlung notwendiger Anpassungsmaßnahmen sind Projektionen möglicher Veränderungen des Regionalklimas im Kontext der sich ebenfalls wandelnden gesellschaftlichen Verhältnisse notwendig. Im Projekt werden dazu Szenarien als Rahmen für die Entwicklung von Anpassungsoptionen und des Klimaanpassungsprogramms für die Region erstellt. Szenarien sind dabei ein Werkzeug, um Entwicklungsmöglichkeiten aufzuzeigen, die auch von nicht planbaren Rahmenbedingungen abhängen. Dadurch können Konsequenzen unseres Handelns untersucht und Handlungsoptionen verglichen werden, ohne die tatsächliche Entwicklung exakt zu kennen.

##### „Stadt und Lebensraum“
Gebäude / Grün- und Freiflächen / Bioklima
Der urbane Raum ist in ein Umland eingebettet, das vielfältigen Ansprüchen gerecht werden muss, um funktional und attraktiv für seine Bewohner zu sein: Ver- und Entsorgung, Erholung und Freizeit, Ressourcen und Infrastrukturen. Eine nachhaltige Entwicklung des urbanen Raumes erscheint zugleich geeignet, den Herausforderungen des Klimawandels zu begegnen. So geht es in diesem Teilprojekt darum, den Städtebau klimaverträglicher und energetisch günstiger zu gestalten und zugleich lebenswert und attraktiv zu erhalten bzw. diese Aspekte noch zu verstärken. Dazu gehört die Planung ausreichender Grünflächen und Korridore, um Luftaustausch zu optimieren, Stauhitze zu minimieren und auch Stäube nach Möglichkeit zu sorbieren, sowie Wasser in der Fläche zu halten.

##### „Wasser und Abwasser“
Talsperren / regionaler Wasserhaushalt / Wasserversorgung / Abwasserentsorgung
Die Wassersysteme sind vom Klimawandel durch ein verändertes Wasserdargebot, durch veränderte Extremwertspektren für Trockenheit und Niederschlag sowie durch die veränderte Verdunstungsleistung in ausgeprägtem Maß betroffen. Im Teilmodul Wassersysteme werden die Auswirkungen des Klimawandels auf den Wasserhaushalt der Stadt Dresden und des Umlandes zusammenhängend analysiert und dargestellt. Dazu ist es nötig, die betroffenen Kompartimente zu vernetzen und auch ökonomische Folgen aufzuzeigen. Ziel des Teilprojektes ist es, Systementwicklungen zu erarbeiten, die auf zukünftige Entwicklungen und Veränderungen resilient reagieren, bzw. Handlungsempfehlungen und Bewirtschaftungsstrategien abzuleiten, mit denen gegengesteuert werden kann.

##### „Land- und Forstwirtschaft“
Landwirtschaft / Forstwirtschaft / Landnutzung
Durch den Klimawandel werden Land- und Forstwirtschaft der Region künftig mit Veränderungen der Winterlänge und Winterhärte sowie zum anderen mit Starkregen, Hagel und zunehmender Trockenheit v. a. während der Vegetationsperiode konfrontiert. In deren Folge sind einerseits Ertragsverluste landwirtschaftlicher Kulturen, des Waldwachstums und Störungen der natürlichen forstlichen Regeneration zu erwarten. Zudem ist davon auszugehen, dass Waldbrandgefahr und Sturmschäden zunehmen. Andererseits müssen potenziell positive Wirkungen der Erwärmung auf Sonderkulturen im Obst- und Weinbau im Elbetal berücksichtigt und bewertet werden. Dies bedarf der Anpassung von land- und forstwirtschaftlichen Anbaustrategien und -techniken im landschaftsbezogenen Kontext. Neben den Auswirkungen des Klimawandels auf die Produktionsfunktion der landwirtschaftlichen und forstlichen Standorte sind erhebliche Wirkungen auf deren Boden- und Umweltfunktionen zu erwarten. Prognostiziert werden eine Zunahme des Bodenabtrags durch Wasser und Wind und damit wirtschaftlich signifikante Off-Site Wirkungen insbesondere nach extremen Witterungsereignissen, Auswirkungen auf Wasserspende und Wasserqualität sowie die Lebensraumfunktionen der land- und forstwirtschaftlichen Standorte.

##### „Gewerbliche Wirtschaft“
Anpassungsstrategien / Anpassungsoptionen
Ausgangspunkt für die Entwicklung von Anpassungsoptionen für die regionale Wirtschaft ist zum einen die Analyse der Betroffenheit der regionalen Unternehmen durch den Klimawandel und andererseits die Analyse der Auswirkungen des globalen Wandels der Wirtschaft. Dies erfolgt am Beispiel besonders klimasensibler und regional bedeutsamer Branchen wie des Verarbeitenden Gewerbes, der Energie- und Wasserversorgung, des Tourismus oder des Baugewerbes. Anhand ausgewählter Einzelbeispiele werden Anpassungspotenziale für Produktionsprozesse aufgezeigt.

##### „Naturschutz“
Durch den Klimawandel sind sowohl direkte als auch indirekte Auswirkungen auf die biologische Vielfalt sowie für den Naturschutz zu erwarten. Direkte Auswirkungen können beispielsweise (ggf. zusätzliche) Beeinträchtigungen bestehender Ökosysteme und Habitate sowie der darin lebenden Arten und Populationen sein. Diese können sich zum Beispiel für wasserabhängige Ökosysteme und Arten aus der zu erwartenden, zunehmenden Trockenheit im Sommerhalbjahr ergeben. Indirekte Auswirkungen können sich aus Anpassungs- oder Klimaschutzmaßnahmen anderer Bereiche ergeben. Das kann zum einen Konflikte u. a. bei der konkurrierenden Nutzung von Ressourcen oder Flächen betreffen. Zum anderen ergeben sich jedoch ebenso Synergiepotenziale u. a. bei der Umsetzung bestimmter Maßnahmen zum Erosionsschutz.

##### „Wissenschaft - Praxis - Transfer“
Weiterbildung im Bau / Landnutzungsbewertung
Im Bereich Wissenschaft-Praxis-Transfer steht der Vermittlung von neuen, wissenschaftlichen Erkenntnissen an die Praxis im Vordergrund.  Für die Modellregion wurden v. a. die beiden Bereiche „Weiterbildung im Bau“ und „Landnutzungsbewertung“ genau unter die Lupe genommen.
Das Thema Weiterbildung im Bau beschäftigt sich mit der effektiven Umsetzung des Wissenstransfers aus der Klimaforschung in die Bauwirtschaft. Durch Weiterbildungsprogramme wird das Ziel verfolgt Akteure der Baubranche mit den möglichen Konfliktfeldern und zugehörigen Lösungsansätzen von Gebäuden und Stadtstrukturen unter den regionalen Auswirkungen des Klimawandels vertraut zu machen.
In der Landnutzungsbewertung sollen Interaktionen zwischen verschiedenen Landnutzungstypen ebenso berücksichtigt werden wie die unterschiedlichen Einwirkungen und Ansprüche der Landnutzer.

## Begleitprozess
Der vom Institut der deutschen Wirtschaft Köln getragene Begleitprozess ist für eine gemeinsame Außendarstellung der KLIMZUG-Projekte verantwortlich. Zudem fördert er den Austausch zwischen den Verbünden sowie mit weiteren Interessenten, besonders aus der Wirtschaft.

### Presse
- BMBF unterstützt Regionen bei der Anpassung an den Klimawandel (Pressemitteilung des BMBF vom 7. November 2008)
- Meyer-Krahmer: „Die Regionen fit für den Klimawandel machen“ (Pressemitteilung des BMBF vom 23.  Juli 2009)
- Bonn: „KLIMZUG“: Auftaktkonferenz zur regionalen Klimafolgenanpassung (Pressemitteilung des Bonner Presseblogs)
- Hamburg: „Darum geht es Beim KLIMZUG“ (Hamburger Abendblatt vom 21. Oktober 2009)